# Стамфорд Бридж
 Тази статия е за стадиона в Лондон.  За битката през 1066 г. вижте Битка при Стамфорд Бридж.  
Стамфорд Бридж (на английски: Stamford Bridge) е настоящият стадион на английския ФК „Челси“.

## История на стадиона
Съоръжението отваря официално врати на 28 април 1887 г. Първите 28 години от неговото съществуване се използва най-вече за атлетически състезания от Лондонския атлетически клуб.
През 1904 г. собственици на земята стават братята Меърс. Те притежават и съседния терен и предприемачите решават да превърнат двата терена във футболно игрище.
Първоначално стадионът е предложен на „Фулъм“, но те отказват отправената оферта. Така, за да се използва вече построеният стадион, се ражда футболният клуб „Челси“, който се настанява на новия стадион „Стамфорд Бридж“.
Стадионът е проектиран от Арчибалд Лейч. От източната страна е изградена 120-метрова трибуна за 5000 зрители. Тя е издигната върху хиляди тонове земя, изкопана при строежа на подземната железница. Другите три страни на стадиона са открити. По план капацитетът на стадиона е трябвало да бъде 100 хиляди.

## Произход на името
Името на стадиона идва от далечното минало. На географски карти от XVIII век има изобразено поточе, наречено Станфорд, което тече по пътя на сегашната жп линия покрай източната трибуна и се влива в Темза. Там, където поточето пресича Фулъм Роуд, е отбелязано „Малкия мост Челси“, който се е наричал Санфорд (от sand – пясък и ford – брод).
Тези две имена във времето се сливат в Станфорд Бридж, което по-късно става Стамфорд Бридж и дава името на стадиона.

## Реконструкции
През годините трите страни на стадиона са били реконструирани няколко пъти. След завършилия ремонт на западната трибуна Стамфорд Бридж става вторият най-голям лондонски стадион, след Емирейтс Стейдиъм на „Арсенал“.
Стадионът днес изглежда много по-различно отколкото в миналото. Огромната източна трибуна е вече разположена на три нива. Трибуните около игрището запълват и ъглите, като се запазва овалната форма на стария „Стамфорд Бридж“.
Трибуните зад вратите са на две нива. Северната трибуна сега се нарича „Матю Хардинг“. Новата западна трибуна е на три нива. Тук са разположени административните помещения.
За феновете на гостуващия отбор е заделено долното ниво на източната трибуна, което има капацитет от 3000 седящи места.
Трибуните имат следната вместимост:
- Северна трибуна „Матю Хардинг“ – 10 884 зрители
- Източна трибуна – 11 000
- Южна трибуна – 6414
- Западна трибуна – 13 500

- Северна трибуна „Матю Хардинг“
- Източна трибуна
- Изглед от ниската част на източната трибуна, август 2014
- Западна трибуна

Към 2017 г. стадионът има 41 663 седящи места. Предвидено е до сезон 2021/22 г. капацитетът да се увеличи до 60 000 места.

## Детайли
Публика
| Сезон   | Средна посещаемост |
| ------- | ------------------ |
| 2002-03 | 39 784             |
| 2003-04 | 41 234             |
| 2004-05 | 41 870             |

Рекорди
Рекордна посещаемост: 82 905 в мач срещу Арсенал на 12 октомври 1935 г.
Международни срещи
- 5 декември 1909 – Английски аматьорски национален отбор 9-1 Нидерландия
- 5 април 1913 – Англия 1-0 Шотландия
- 20 ноември 1929 – Англия 6-0 Уелс
- 7 декември 1932 – Англия 4-3 Австрия
- 11 май 1946 – Англия 4-1 Швейцария